# Gare de Hong Kong-West Kowloon
La gare de Hong Kong-West Kowloon (chinois simplifié : 香港西九龙站 ; chinois traditionnel : 香港西九龍站, anglais : Hong Kong-West Kowloon Station) est une gare ferroviaire chinoise situé à Hong Kong dans le quartier de Kowloon et le district de Yau Tsim Mong. Elle est construite par MTR Corporation et elle est ouverte depuis le 23 septembre 2018.

## Situation ferroviaire
La gare est l'un des terminus de la LGV Canton – Shenzhen – Hong Kong.
Le service ferroviaire marque la différence entre les trajets de courte distance et de longue distance.
Les destinations de courte distance correspondent à la section de la LGV de Canton à Hong Kong, avec toutes les gares sur le parcours qui sont : Canton-Sud, Qingsheng, Humen, Guangmingcheng, Shenzhen-Nord et Futian.
Toutes les autres gares en dehors de cette ligne sont considérées de longue distance.
Hong Kong ayant ses propres frontières et contrôles douaniers, la gare possède deux zones portuaires : la zone portuaire hongkongaise et la zone portuaire chinoise-continentale.
Ainsi, les passagers passent les deux zones de douanes à l'intérieur de la gare avant d'accéder aux trains où les lois de la Chine continentale s'y appliquent. Cet arrangement doit permettre un usage plus pratique des trains à grande vitesse, où les formalités de frontières se font à la même gare, aucune démarche supplémentaire n'est donc demandée arriver en Chine continentale.

## Histoire
La gare est mise en service le 23 septembre 2018 avec l'inauguration du tronçon Shenzhen-Futian - Hong Kong de la LGV Canton – Shenzhen – Hong Kong.
A l'ouverture de la gare en 2018, les trains offraient 44 destinations en Chine continentale.
Le 10 juillet 2019, un nouveau plan d'horaires des trains est adopté pour la saison d'été 2019, de nouvelles liaisons ont été ouvertes, offrant désormais 58 gares de destinations.

## Service des voyageurs
Les voyageurs peuvent acheter ou retirer à la billetterie les billets de train au départ ou à l'arrivée de la gare d'Hong Kong-West Kowloon. D'autres trajets en Chine continentale peuvent être achetés avec un frais de supplément.

## Accès
La gare de Hong Kong-West Kowloon est située entre deux stations du métro de Hong Kong : Kowloon et Austin. Elle est destinée à devenir un hub majeur. Les passagers peuvent se rendre dans les zones piétonnes aux alentours ainsi que sur plusieurs passerelles et métros. Il faut compter environ 10 minutes de marche jusqu'à la station de Kowloon depuis la gare de West Kowloon, tandis que 2 à 3 minutes sont nécessaires pour se rendre à la station d'Austin.
Ci-après des temps de parcours approximatifs depuis la gare de West Kowloon vers les différentes régions de Hong Kong en métro:
- Tsim Sha Tsui: 5 minutes
- Central: 10 minutes
- Wan Chai: 10 minutes
- Yuen Long: 25 minutes
- Shatin: 25 minutes
- Tung Chung: 25 minutes
- Tai Koo: 30 minutes
- Kwun Tong: 35 minutes